# ФК Карелия (Петрозаводск)
ФК „Карелия“ е футболен отбор от гр. Петрозаводск – столицата на Република Карелия, Руска федерация.
Основан е на 7 февруари 2011 г. Първия си мач изиграват на 18 април срещу „Петротрест“. Отборът играе мачовете си на градския стадион „Спартак“. Първият старши треньор в историята на Карелия е бившият напдател на „Зенит“, ЦСКА (Москва) и „Херес“ Сергей Дмитриев.
През сезон 2014 ФК Карелия играе в 3-та руска дивизия, в зона „Запад“. Същата година ФК Карелия за първи път в историята си печели купата на 3-та лига и самия шампионат в зона „Запад“.